# Objectivité (sciences historiques)
L'objectivité en Histoire est un sujet sur lequel beaucoup d'auteurs ont écrit mais dont il est pourtant difficile de donner une définition. Au sens large du terme, l'objectivité peut être définie de diverses manières. Le Larousse par exemple la définit comme la « qualité de quelqu'un, d'un esprit, d'un groupe qui porte un jugement sans faire intervenir des préférences personnelles ». Yvon Provençal rajoute qu'« on peut caractériser l'objectivité avec des termes qui expriment la constance de ce qui subsiste, de ce qui se répète, de ce qui est reconnaissable par tous. On parle alors d'invariance ou de fidélité au réel ». D'après ce premier essai de définition, Il s'agirait donc, concernant l'histoire, d'essayer de retracer les évènements du passé sans y faire intervenir des jugements personnels ; autrement dit, de ne pas laisser place à la subjectivité́ dans le discours. Mais est-ce que ces définitions théoriques peuvent s'appliquer à l’histoire ?

## L’évolution de la conception de l’objectivité en Histoire
La réflexion autour de l’objectivité en Histoire a évolué au fil du temps, elle correspond ainsi à une succession de points de vue divers. Mais ce n’est véritablement qu’au XIXe siècle que les historiens et les chercheurs en sciences sociales se sont intéressés à la notion de l’objectivité en Histoire.
La définition de l’objectivité a cependant été contestée par la pensée moderne développée à la fin du XVIIIe siècle et en particulier par Henri Poincaré dans la seconde moitié du XIXe siècle. Ce dernier affirme qu’« une réalité complètement indépendante de l’esprit qui la conçoit, la voit ou la sent, c’est une impossibilité ». À l’origine de cette remise en cause, se trouve la prise de conscience de l’historicité des points de vue de l’historien par la pensée moderne historique.
Dans les années 1860-1870, a lieu la création de l'école méthodique en France. Cette école base son fonctionnement sur la critique historique développée par Léopold von Ranke en Allemagneainsi qu’une méthode dans le but d’hisser l'histoire au rang de science. Les historiens membres de ce mouvement parlent d'historicité de l'écrit, c’est-à-dire que seuls les documents écrits permettent d'attester des faits du passé. Ils essayent de modeler la « science historique » sur le modèle des sciences positives, et donc prônent l'objectivité qui pour eux n'est atteignable que lorsqu'il y a un recul du temps. Toutefois, au tournant des XIXeet XXesiècles, certains historiens et sociologues remettent ce point de vue en cause. C'est notamment le cas de François Simiand qui , en 1903, explique que croire que seul le recul du temps permet de garantir l'objectivité n'est qu'un leurre car l'historien est toujours tributaire de son temps.
De plus, Paul Lacombe, dans son ouvrage "De l'histoire considérée comme une science" parut en 1894, reproche aux méthodistes leur vision bornée de l'histoire se basant uniquement sur les sources écrites.
Ce n’est qu’au XXesiècle, que le désir d’atteindre l’objectivité est réellement apparu. En effet, les historiens voulaient faire de l’histoire une véritable science, semblable aux sciences empiriques. Selon le point de vue de Jean Stengers : « c’est au nom de la science que l’on a donné son congé au jugement de valeur ». Il est nécessaire de compléter cet avis en disant que ce n’est pas simplement au jugement de valeur que l’on a donné son congé, mais qu’on a tenté de chasser la subjectivité elle-même.
Actuellement, il est reconnu que l’objectivité est un idéal inatteignable. En revanche, les historiens s’entendent sur le fait que l’impartialité est toujours de mise. De fait, l’Histoire ne peut prétendre à l’objectivité des sciences expérimentales puisqu’elle est une « connaissance de l’homme par l’homme ». Ainsi, pour Marrou, « c’est se fourvoyer que d’aligner l’Histoire sur les critères des sciences de la nature ». Il ajoute également que « l’objectivité n’est pas le critère suprême pour atteindre un sens unique de vérité ». Cependant, il ne faut pas penser que les sciences exactes sont objectives par nature. Car comme le souligne Feldman, dans celles-ci, « l’objectivité se construit difficilement, avec lenteur, dans les "essais et erreurs" ». Elle rappelle également que derrière toute découverte, se trouvent des scientifiques qui ont « construit » ces résultats dans des contextes précis.  

## L’Histoire, une science de l’Homme

### Pourquoi l’objectivité est-elle inaccessible?
L’inaccessibilité de l’objectivité pour l’historien s’explique par la nature et l’objet de l’Histoire ainsi que par la démarche de l’historien.   

#### Un problème d’outils: les sources et le langage
Tout d’abord, il convient de s’intéresser à la façon d’écrire l’histoire. L’historien, lorsqu’il tente de proposer une reconstruction du passé doit obligatoirement se baser sur des sources. Or, ces mêmes sources sont issues d’hommes qui, bien qu’ils soient contemporains des faits et qu’ils les aient vécus eux-mêmes, n’ont jamais en leur possession la totalité́ de ce qui est advenu. En effet, la personne qui est à l’origine de la source qu’étudie l’historien, n’a à sa disposition qu’une perspective de l’événement. Par conséquent, un fait relaté n’est jamais identique à la source qui en témoigne. De plus, les auteurs de ces sources sont — dans la plupart des cas — partiaux et prennent position lors de leur récit. L’historien ne peut recourir qu’à l’observation des témoins du passés qui eux-mêmes ne sont pas objectifs. Dès lors, le point de départ de l’histoire est incomplet et subjectif. Par conséquent, la trace, quand l’historien tente de reconstituer les faits du passé, peut être perçue comme un « obstacle autant qu’un intermédiaire ». Cela amène Paul Veyne à qualifier l’histoire comme étant une « connaissance mutilée ». 
Finalement, le choix des mots au moment de la rédaction empêche définitivement toute possibilité d’objectivité dans le travail de l’historien. Celui-ci est contraint d’utiliser le langage commun pour rendre compte des résultats obtenus. Ce problème ne concerne pas uniquement l’Histoire, ou même les sciences humaines, mais l’ensemble des sciences. Le physicien ou le chimiste sont également obligés d’interpréter leurs résultats, ce qui les éloigne de l’objectivité absolue, cependant dans une moindre mesure que l’historien. Tout sujet racontant ou écrivant a une influence sur la forme de son récit, comme le rappelle Koselleck. 

#### L’historien tributaire de son temps
Il est nécessaire de vérifier si l’historien, du fait de sa rigueur scientifique, peut se protéger contre la subjectivité́. Celui-ci ne peut pas être un « être objectif ». En effet, l’objectivité́ complète ne lui est pas accessible, car même s’il pense que ses productions sont basées sur des arguments inébranlables, une part de son travail et de son analyse est influencée par des croyances collectives foncièrement ancrées en lui. En effet, chaque historien, et même chaque personne, prend place dans une société́ et est influencé par celle-ci. Elle lui inculque des idées, des croyances et des mœurs, ainsi qu’une façon de penser et de juger qui sont propres à son époque, ce qu’Aron appelle l’« esprit objectif ». Ce qu’appuie Marrou qui recommande à tout historien d’avoir conscience de son « équation personnelle », c’est-à-dire de sa culture, de sa société, de ses dispositions mentales, etc. Pierre Briant insiste sur le fait que l’historien est ancré dans le Zeitgeist, c'est-à-dire le contexte socioculturel et politique dans lequel il travaille, et ne peut y échapper. 
De plus, l’historien est subjectif dans sa façon de travailler. Pour montrer cela, prenons le cas hypothétique dans lequel un historien serait objectif dans sa façon d’analyser les faits. Même si cela serait vrai – ce qui ne l’est pas du tout –, l’historien quand il organise son récit, choisit les éléments qu’il juge important. Dès lors, il n’est pas objectif, car il détermine que certains éléments sont plus intéressants que d’autres :il sélectionne, organise, donne forme et sens à ce sur quoi il travaille sur la base de ce que Stengers qualifie d’« ordre d’importance ». Ce dernier appuie le fait que « cette notion d’importance, chez l’historien, est toujours chargée, nécessairement, de jugements de valeur ». De plus, le choix même de l’objet ou des objets d’analyse est empreint de subjectivité. Il est conditionné par les intérêts actuels de l’historien, comme l’explique Passmore. « Toute question historique est posée hic et nunc par un homme situé dans une société ». Les schémas interprétatifs, conçus pour servir de grille d’analyse, sont également influencés par le système de référence de l’historien. « Le sujet joue dans la connaissance historique un rôle actif, et l’objectivité de cette connaissance contient toujours en elle une dose de subjectivité. » Ainsi, les liens de causalité, mis en évidence dans toute interprétation historique, contiennent inévitablement une part de subjectivité.L’historien doit également accompagner son texte de notes de bas de pages – renvoi aux sources et citations – pour permettre au lecteur de vérifier les faits avancés. Ce que confirme Marrou lorsqu’il recommande aux lecteurs d’ouvrages historiques de poser eux aussi un regard critique afin de poursuivre ce que l’historien a commencé en termes d’objectivité. 
Il n’est pas dès lors pas abusif de dire que l’Histoire est inséparable de l’historien : elle est « une aventure spirituelle où la personnalité de l’historien s’engage tout entière». Il est donc essentiel de prendre en compte la part de création propre à l’auteur, car malgré́ tous ses efforts, ce-dernier ne peut pas totalement se dépouiller de ses conceptions, de ses valeurs, etc. Lorsqu’il travaille, sa subjectivité́ se glissera toujours – même insidieusement, dans ses écrits. Paul Veyne estime que le fait de considérer l’histoire comme subjective, doit être tenu comme un ktéma es aeide l'épistémologie historique. 
Aujourd’hui, les historiens sont conscients que l’Histoire est à envisager selon des perspectives diverses. Tout énoncé historique est fonction d’un point de vue et l’œuvre de tout historien est marquée par la trinité lieu-temps-personne. En Histoire, mieux vaut-il donc parler d’impartialité, c’est-à-dire d’absence de parti pris, plutôt que d’objectivité. 

## L’impartialité, une attitude déontologique incontournable
À défaut de pouvoir atteindre l’objectivité, l’historien se doit d’être impartial tout au long de l’élaboration de son travail, tant dans ses interprétations que dans ses explications. La démarche de l’historien est donc fondamentale : plusieurs règles, attitudes et méthodes spécifiques ne peuvent être ignorées. Notamment la critique historique, qui n’est toutefois pas une « méthode miracle », qui permet à l’historien d’avoir une connaissance exacte ; elle n’est là que pour le protéger des erreurs qu’il pourrait commettre sans elle.  
En effet, l’historien, conscient du caractère inéluctable de la subjectivité, a dû trouver des moyens de s’en garder au maximum. Mais qu’est-ce au juste que cette impartialité ? Selon le Larousse, il s’agit du « caractère de quelqu'un qui n’a aucun parti pris ».Ce que Stengers complète en disant que : « Le principe que l’on enseigne presque partout aux historiens, du moins dans le monde occidental [...] est qu’ils n’ont à distribuer ni l’éloge ni le blâme. Leur tâche, leur indique-t-on, est de comprendre, non de juger ». 
Il s’agit donc, dans le cadre de la discipline historique, de ne pas prendre parti lorsque l’on travaille sur les sources. Et c’est avec raison que les historiens font cela, car comme le dit Stengers, « les sciences se sont toujours montrées d’autant plus fécondes [...] qu’elles abandonnaient plus délibérément le vieil anthropocentrisme du bien et du mal ». Lorsqu’un historien voit dans les sources une action posée par un acteur quelconque, il ne doit pas juger cette action. Son rôle n’est pas de dire si l’action est à ses yeux, bonne ou mauvaise. À Veyne de rajouter que « l’histoire consiste à dire ce qui s’est passé, et non à juger, très platoniquement, si ce qui s’est passé est bien ou mal ». L’historien n’est là que pour comprendre une action passée, l’expliquer à son lecteur ou public, et pour faire avancer la connaissance historique. Il ne doit donc « plus se proposer de fins du tout, sauf celle de savoir pour savoir ». Il est également nécessaire pour l’historien de faire part d’une honnêteté intellectuelle : aucun parti pris, jugement ou émotion ne peuvent transparaître. Prendre conscience de ses propres partis pris permet d’atteindre une meilleure rationalité dans son travail. En outre, l’historien « doit résister à la tentation de faire servir l’Histoire à autre chose qu’à elle-même. Il cherche à comprendre, pas à faire la leçon ou la morale. »
Il faut préciser que même ces « valves de sécurité » de l'historien, ne sont pas suffisantes. En effet, comme le dit Aron, « il n’existe pas de réalité historique, toute faite avant la science, qu’il conviendrait simplement de reproduire avec fidélité ». L’historien, lorsqu’il travaille sur le passé, doit proposer des théories qu’il étaye par une argumentation fondée. Pour ce faire, il tente de proposer une explication reposant sur des arguments qu’il livre au lecteur. De plus, un historien honnête se doit de livrer les théories opposées aux siennes s’il en existe, ou tout du moins, penser par lui-même à ces théories et les proposer au public. Ces explications historiques fournies par l’historien sont basées sur une vérité correspondance, c'est-à-dire qu’une théorie est vraie si elle décrit fidèlement ce qui s’est passé. Toutefois, le sens de « vrai » dans la connaissance historique n’est pas le même que celui des autres sciences, il faut plutôt l’entendre comme valable en l’état actuel des connaissances de l’histoire. 
La prise de distance constitue une autre règle d’or indispensable dans l’établissement des faits. Cependant, l’appliquer est une tâche difficile car, comme le souligne Prost, « il ne suffit pas d’attendre pour qu’il [le recul] existe ». Le recul ne provient pas seulement de l’éloignement dans le temps mais aussi, de la façon d’étudier l’histoire. 
En définitive, il semble erroné́ de parler d’objectivité en histoire, car celle-ci ne peut être en adéquation avec la discipline historique qui est inéluctablement subjective – du fait des traces ou du travail de l’historien. Il convient donc mieux de parler d’impartialité quelle que soit la branche de l’histoire. L’historien doit être conscient de sa subjectivité et appliquer ce qu’on lui a enseigné à savoir expliquer les faits du passé, sans juger les actes des personnages du passé. L’historien sera toujours, même très légèrement, « présent » dans ses écrits, mais doit tendre le plus possible à l’impartialité.